# طاهر محمد
طاهر محمد (عربی: طاهر محمد؛ زادهٔ ۷ مارس ۱۹۹۷) ورزشکار فوتبال اهل مصر است.
از باشگاه‌هایی که در آن بازی کرده‌است می‌توان به باشگاه فوتبال مقاولون عرب اشاره کرد.
وی همچنین در تیم‌های ملی فوتبال زیر ۲۰ سال مصر بازی کرده‌است.